# Presidente Bernardes (Minas Gerais)
Presidente Bernardes is een gemeente in de Braziliaanse deelstaat Minas Gerais. De gemeente telt 5.853 inwoners (schatting 2009).

## Aangrenzende gemeenten
De gemeente grenst aan Brás Pires, Paula Cândido, Piranga, Porto Firme, Senador Firmino en Senhora de Oliveira.